# Longpont-sur-Orge
Longpont-sur-Orge é uma comuna francesa na região administrativa da Ilha de França, no departamento de Essonne. Estende-se por uma área de 5.05 km². Em 2010 a comuna tinha 6 329 habitantes (densidade: 1 253,3 hab./km²).